# Ашот II (царь картвелов)
Ашот II (груз. აშოტ II; умер 25 января 954 года) — царь картвелов и куропалат Картли-Иберии, правитель Тао-Кларджети из династии Багратионов с 937 по 954 годы.

## Биография
Ашот был вторым сыном Адарнасе IV, царя Иберии и младшим братом Давида II (923–937). Давид сменил Адарнасе в качестве титульного царя Иберии, но не в качестве куропалата, этот почётный титул был дан византийским императором Ашоту II. Первоначально Ашот владел княжеством в Нижний Тао, к которому он добавил Верхний Тао, который он получил после смерти родственника Гургена II, князя Верхнего Тао в 941 году. Ашот II также получил от императора, в 952 году, область Басиани. Благодаря тому, что Ашот носил титул куропалата, он соперничал с влиянием и престижем старшего брата Давида II, царя Иберии.
Во время пребывания Ашота была составлена «Житии Григория Хандзтели» Георгием Мерчуле. Ашот активно поддерживал развитие монашества в Тао-Кларджети и перестроил главную церковь монастыря в Опизе. Ашот умер без наследника, а его земли и титулы перешли к его брату, царю Сумбату I.

## Наследие
По словам искусствоведа Хаттанга Джобадзе, барельеф из монастыря Опизы, привезённый в Грузию в конце Первой мировой войны, экспонируется в Музее искусств Грузии в Тбилиси. На экспонате не представлен Ашот I Куропалата (умер в 830 году) и библейский царь Давид, как это иногда предполагалось реставраторами монастыря Ашота II и Давида II.